# Mamajev-koergan
De Mamajev-koergan (Russisch: Мамаев курган) is een heuvel die uitkijkt over de stad Wolgograd in het zuiden van Rusland. De Russische naam betekent "grafheuvel van Mamai", hoewel er geen historisch bewijs is dat Mamai daadwerkelijk in deze heuvel begraven ligt.
De Mamajev-koergan is vooral bekend vanwege de aanwezigheid van het standbeeld Moeder Moederland, een 82 meter hoog oorlogsmonument ter herinnering aan de slag om Stalingrad. In deze veldslag was de Mamajev-koergan een belangrijk strategisch punt, dat meerdere malen werd veroverd en heroverd door strijdende partijen.

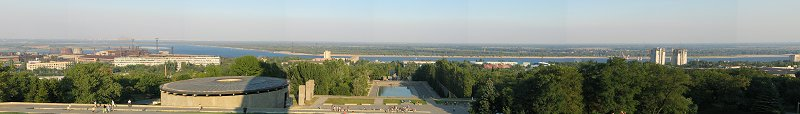
Foto genomen vanaf de top van de Mamajev-koergan.